# 東京都十一市競輪事業組合
東京都十一市競輪事業組合（とうきょうと じゅういちし けいりんじぎょうくみあい）は、競輪の一部事務組合の名称。京王閣競輪場の主催者である。

## 概要
1966年、東京都の多摩地域にある八王子市、武蔵野市、青梅市、昭島市、調布市、町田市、小金井市、小平市、日野市、東村山市、国分寺市の11市の構成で結成。事務所は京王閣競輪場内に置かれている。
1970年度限りで東京都が京王閣競輪から撤退したことを受け、1971年度以降、同競輪の管理施行者となった。また、1971年度から2005年度まで、東京都市収益事業組合も一部、京王閣競輪の施行者として開催を行っていた。
1998年度に史上初めて分配金ゼロに陥り、しかもその状況が暫く続くなど、一時は苦境に陥ったが、その後、老朽化が著しかった京王閣競輪場の大幅改築が行われ、さらに2002年よりナイター開催を実施、そして2003年に初めてKEIRINグランプリの開催が行われるなどの効果もあってか、2002年度以降は往時ほどではないにせよ、毎年度、構成自治体に分配金を拠出している。